# Мазуз, Менахем
Менахем (Мени) Мазуз (ивр. מני (מנחם) מזוז‎; 30 апреля 1955, Джерба, Тунис) — израильский юрист, бывший юридический советник правительства Израиля.

## Биография
Менахем Мазуз родился на острове Джерба в Тунисе, он был четвёртым ребёнком из девяти в семье раввина одной из еврейских общин острова. В детстве Менахем вместе с семьей репатриировался в Израиль и поселился в Нетивоте.
Мазуз отслужил обязательную военную службу в Армии обороны Израиля в бронетанковых войсках, а затем изучал право в Еврейском университете в Иерусалиме и получил диплом юриста в 1980 году. Мазуз специализировался на изучении государственного и административного права. После окончания университета он работал в Министерстве юстиции несколько лет, в том числе обрабатывая петиции в Верховный суд. В это же время он преподавал государственное и административное право в Еврейском университете. С 1991 по 1995 год он работал одним из советников по координации правовых аспектов переговоров Израиля с Иорданией и Палестинской автономией. В 1995 году он был назначен заместителем юридического советника правительства, и проработал в этой должности почти десять лет.
В январе 2004 года Мазуз был назначен юридическим советником правительства. На момент назначения он был известен, как сделавший карьеру государственного служащего с политическим и уголовно-правовым опытом. Тем не менее, обстоятельства его назначения получили значительный интерес в обществе, так как премьер-министр Ариэль Шарон и его сыновья находились под следствием юридического советника за нарушения в ходе финансирования избирательной кампании «Ликуда» в 1999 году.

## Семья
Менахем Мазуз женат на Элиноар Мазуз, у них имеется две дочери. Семья Мазуз живёт в пригороде Иерусалима.